# Craig Wade
Craig Wade (ur. 19 grudnia 1968) – guamski piłkarz grający na pozycji obrońcy, ośmiokrotny reprezentant Guamu, grający w reprezentacji do 2006 roku.

## Kariera klubowa
Craig Wade rozpoczął karierę klubową w 1989 roku w guamskim klubie Quality Distributor. Po szesnastu latach gry, przeniósł się do klubu Carpet Masters, w którym grał przez jeden sezon.

## Kariera reprezentacyjna
Craig Wade rozegrał w reprezentacji 8 oficjalnych spotkań, w których nie strzelił żadnego gola. Trzy razy wchodził z ławki rezerwowych.